# بیژن علی‌محمدی
بیژن علی‌محمدی (۲۴ اردیبهشت ۱۳۴۰ – ۱۴ آبان ۱۳۹۸) دوبلور و مدیر دوبلاژ ایرانی بود.
از جمله کارهای شاخص وی می‌توان به صداپیشگی شخصیت پوریای ولی در مجموعهٔ پویانمایی پهلوانان، شخصیت سید روح‌الله خمینی در سریال معمای شاه و شخصیت استاد اسپلینتر در انیمیشن لاکپشت‌های نینجا اشاره کرد.

## زندگی‌نامه
بیژن علی محمدی در سال ۱۳۴۰ در تهران متولد شد.

وی کار دوبله را از سال ۱۳۶۴ با مجموعهٔ تلویزیونی خارجی جزیره گریز آغاز کرد.
بیژن علی‌محمدی نخستین بار در سال ۱۳۹۴ درتلویزیون حضور یافت و در سریال معمای شاه به کارگردانی محمدرضا ورزی بازی کرد؛ گرچه موفقیت این اثر نسبت به آثار شاخص بعدی‌اش مانند فیلم ناسور، بیشتر نبود اما تجربهٔ خوبی برای بیژن علی‌محمدی محسوب می‌شد. بیژن علی‌محمدی در سال ۱۳۹۴ دورهٔ پرتلاشی را در عرصهٔ سینما و تلویزیون گذراند و در آثار مهمی بازی کرد. وی در این سال با بازی در ۲ فیلم و سریال مهم سینما و تلویزیون، خود را به مردم معرفی کرد. آثار مهم بیژن علی‌محمدی در این سال، بازیگری در سریال معمای شاه به کارگردانی محمدرضا ورزی و فیلم ناسور به کارگردانی کیانوش دالوند محسوب می‌شود.

## برخی از کارها
- انیمیشن پهلوانان به جای (پوریای ولی)
- انیمیشن ناسور به جای (عبیدالله بن حر جعفی)
- سریال مختارنامه به جای (زهیر بن قین بجلی)
- سریال امام علی به جای (حرقوص بن زهیر)
- سریال افسانه جومونگ به جای سونگ ینگ (رئیس قبیلهٔ بیرو) و همچنین گپبیل (پدر اته)
- سریال امپراتور بادها به جای وزیراعظم بویو (پدر یئون)
- سریال جزیره گریز نخستین کار به جای دو شخصیت
- سینمائی دزدان دریایی کارائیب: نفرین مروارید سیاه به جای جفری راش در نقش هکتور باربوسا (دوبلهٔ تلویزیون)
- سینمائی دزدان دریایی کارائیب: صندوقچه مرد مرده به جای جفری راش در نقش هکتور باربوسا (دوبلهٔ تلویزیون)
- سینمائی هابیت: یک سفر غیر منتظره به جای سیلوستر مک‌کوی در نقش راداگاست
- سینمائی خاستگاه مردان ایکس: ولورین به جای مکس کالن در نقش تراویس هادسون
- سینمائی فارسی ستاره، مستند درد عشق برای شبکه ۱
- مستند کیمیای عشق برای شبکه ۴
- چندین سریال مستند برای روایت فتح
- چندین کارتون‌های برای کانون پرورش فکری کودکان و نوجوانان
- سینمائی ماداگاسکار به جای الکس شیر
- پینوکیو به جای پدر ژپتو
- لاک‌پشت‌های نینجا به جای استاد اسپلینتر
- سریال ثقةالاسلام به جای روح‌الله مفیدی
- سریال عیاران به جای سروش خلیلی
- سریال مسافر ری به جای طباطبائی
- شب چراغ و کاخ تنهایی به جای شاه
- سینمائی سرقت در ۶۰ ثانیه به جای رابرت دوال
- سینمائی دار و دسته اوباش به جای تیم راس
- سینمائی الیور توییست به جای بن کینگزلی
- سینمائی گلادیاتور به جای برده
- سریال بازگشت به حیفا نقش اصلی
- سریال افسانهٔ بروس لی به جای استاد بروس لی
- سینمائی وولورین در نقش سرهنگ

## مرگ

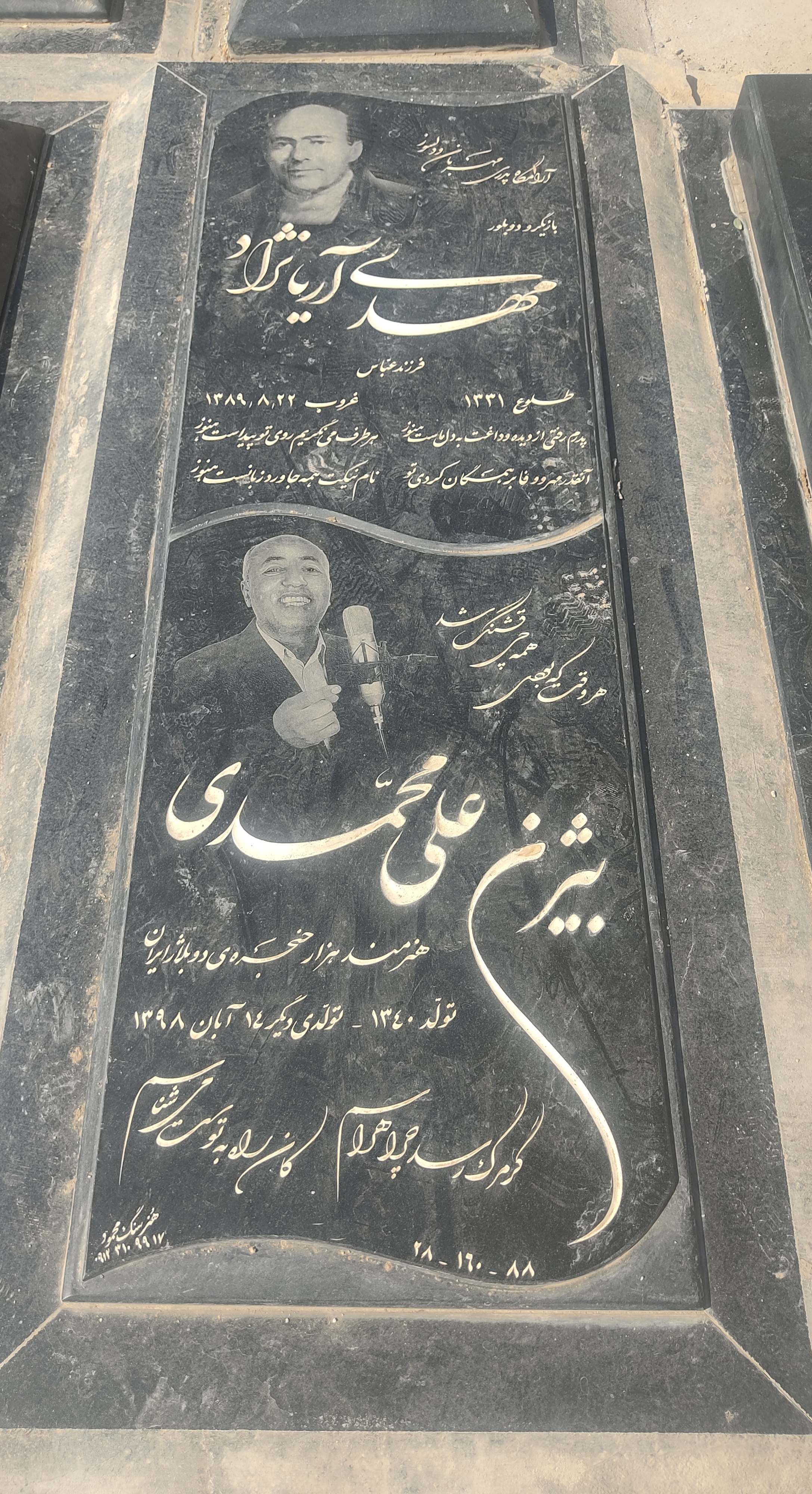
آرامگاه بیژن علی‌محمدی در قطعه هنرمندان بهشت زهرا

بیژن علی‌محمدی، دوبلور و مدیر دوبلاژ بزرگ ایرانی، روز سه‌شنبه، ۱۴ آبان ۱۳۹۸، در سن ۵۸ سالگی بر اثر ایست قلبی درگذشت.